# Haidy Moussa
Haidy Moussa (em árabe: هايدي موسى), é uma cantora e atriz egípcia. Em 2016 e 2017 ela recebeu DG (Dear Gest) e MEMA Award (Middle East Music awards) de melhor cantora em ascensão. Haidy iniciou sua carreira musical no Cairo Opera House que é considerado um dos lugares mais significativos relacionados à música no Egito.

## Início de vida
Haidy nasceu em 15 de novembro de 1993 em Mansoura, ela é a caçula de sua família, ela tem dois irmãos Sharef e Hisham. Haidy vive em família artística, seu pai Moussa Moussa e seu irmão Hisham são populares no campo das belas artes.

## Carreira
O pai de Haidy havia insistido em crescer seu talento então Haidy se juntou ao Palácio da Cultura em Mansoura, além disso, aos 9 anos, o maestro egípcio Selim Sahab ouviu a voz de Haidy, depois disso ele insistiu em ver Haidy se juntando a ele no "Ópera", apesar da distância entre Cairo e Mansoura, Haidy treinou, praticou, cantou e desenvolveu seu talento ao lado de Selim Sahab na Ópera.

### Shows musicais
Aos 19 anos, Haidy participou do Arab Idol (2ª temporada) em 2012 e chegou aos episódios ao vivo e foi excluído após o segundo prime ao vivo. Desde esse programa até 2015 Haidy apresentou dois singles, um do seu país Egito e outro no sotaque do golfo. Durante esse período, ela também estudou estudos de mídia na Universidade de Mansoura. Em 2015, Haidy ingressou na competição Star Academy Arab World e chegou à final.
Em 2016, Haidy lançou seu primeiro single Noa'ta w mn awl elstr.

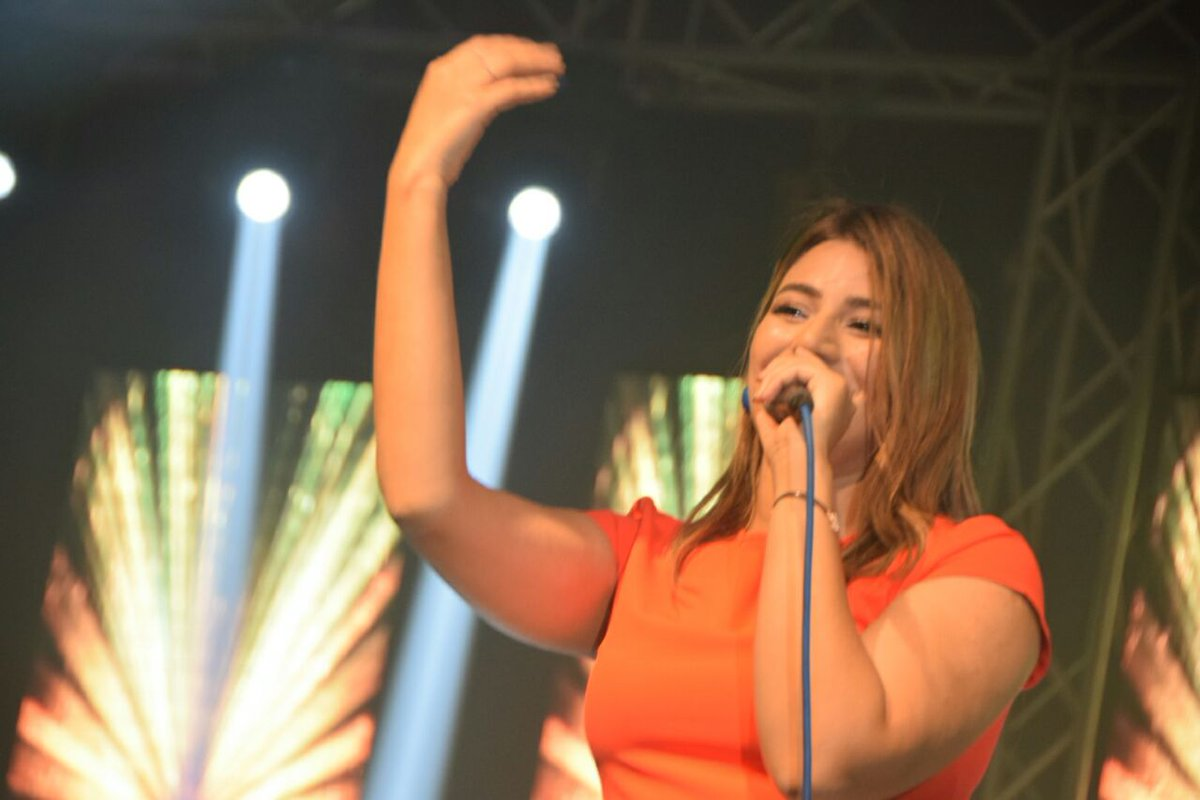
Haidy Moussa em 2017.

Em 2017, Haidy lançou seu segundo single Lama ted7akly.
Em 2018, Haidy lançou seu primeiro álbum Henyat El-Donia.

## Premios e honras
- DG Melhor Cantora em Ascensão 2016.[9]
- MEMA Melhor estrela em ascensão feminina 2017.[10]
- Lista das 100 mulheres mais bonitas do mundo da beleza: 2016 (38º),[11] 2017 (13º), 2018 (?) e 2019 (33º).

## Discografia
- Henyat El Donia (2018)

## Filmografia
- L'la Se'r (2017)